# Forty Fort (Pennsylvanie)
Forty Fort est un borough situé au nord de la partie centrale du comté de Luzerne, en Pennsylvanie, aux États-Unis,. En 2010, il comptait une population de 4 214 habitants, estimée au 1er juillet 2020 à 4 226 habitants. Le borough est incorporé en 1887.

## Démographie
Lors du recensement de 2010, le borough comptait une population de 4 214 habitants. Elle est estimée, en 2020, à 4 226 habitants.

### Source de la traduction
- (en) Cet article est partiellement ou en totalité issu de l’article de Wikipédia en anglais intitulé « Forty Fort, Pennsylvania » (voir la liste des auteurs).